# Битва при Вулф-Маунтин
Битва при Вулф-Маунтин (англ. Battle of Wolf Mountain), также известная как Битва в Волчьих горах — сражение между индейским союзом лакота—северные шайенны и армией США во время войны за Чёрные Холмы, произошедшее 8 января на юге Монтаны, недалеко от современного города Бирни.
В 2001 году поле битвы при Вулф-Маунтин было внесено в Национальный реестр исторических мест США, а в 2008 году ему был присвоен статус Национального исторического памятника.

## Предыстория
После разгрома Кастера при Литл-Бигхорне Конгресс США призвал увеличить численность армии и прекратить выдавать пайки индейцам, пока они не откажутся от Блэк-Хилс. К осени несколько отрядов лакота и северных шайеннов начали возвращаться в резервации и агентства, чтобы приобрести продовольствие и предметы первой необходимости для подготовки к зиме. Американские власти разозлили многих индейцев, потребовав, чтобы они уступили Блэк-Хилс правительству в обмен на продовольственные пайки. Армия заменила гражданских подрядчиков, отвечающих за агентства, что ещё больше убедило многие военные отряды держаться от них подальше.
Рэналд Маккензи в ноябре атаковал шайеннский лагерь, вынудив индейцев отступить в горы. Большое количество шайеннских воинов ушло на север вдоль гор Бигхорн, в конце концов достигнув верховьев реки Тонг, некоторые присоединились к лагерю оглала вождя Неистового Коня на Бивер-Крик. Обеспокоенный приближающейся зимой и плачевным состоянием людей Тупого Ножа, Неистовый Конь решил заключить мир с американской армией. В декабре несколько вождей лакота прибыли в форт Кио под белым флагом для переговоров, но скауты-кроу убили их. Неистовый Конь и сторонники войны с армией, разгневанные убийством мирной делегации, отказались от каких бы то ни было дальнейших переговоров. 26 декабря они напали на стадо одного из подрядчиков, угнав 250 голов скота. Посланные вдогонку за ними солдаты после перестрелки с индейцами вернули более ста голов и обнаружили чёткий след. 29 декабря Нельсон Майлс отправился в погоню. Его отряд состоял из 436 людей из 5-й и 22-й пехоты с двумя артиллерийскими орудиями, замаскированными под фургоны, чтобы индейские разведчики не смогли их распознать. Колонна шла на юг вдоль по долине реки Тонг, пробираясь по снежному покрову. 1 января 1877 года мороз ослаб, но заморосил ледяной дождь, не прекращавшийся в течение последующих нескольких дней и превративший дорогу в мешающую движению непролазную грязь. Перед тем, как стать на ночлег, скауты Майлза обменялись выстрелами с небольшой группой индейцев, которые быстро оторвались от них. На следующий день солдаты наткнулись на местоположение старого индейского лагеря, который, казалось, оставили в спешке. Было обнаружено несколько свежих следов, указывавших на то, что индейцы бежали вверх по реке по направлению к горам Бигхорн. Ночью некоторая часть скота разбрелась из стада, и когда отряд на следующий день вновь тронулся в путь, двоих солдат послали назад на поиски отставших животных. Не успели они скрыться из виду, как до отряда донеслись звуки выстрелов. Одна рота поспешила на помощь, но прибыла слишком поздно. Отряд северных шайеннов, укрывшихся в близлежащих холмах, налетел на солдат, убив одного и ранив другого.
5 января войско Майлза подошло к горам Вулф-Маунтин, которые находились между реками Тонг и Литл-Бигхорн. Дальше вверх по реке Тонг они обнаружили лагерь, оставленный всего за день или за два до этого, поскольку земля всё ещё теплилась от костров. Следующим утром начался сильный буран, но Майлз решил продолжить путь. Его люди миновали несколько больших индейских стоянок, множество палаточных шестов всё ещё стояли, вокруг был разбросан различный скарб. Лакота и северные шайенны отчаянно нуждались, поскольку постоянное перемещение с места на место во избежание встречи с различными армейскими войсками вынудило их бросить многое из снаряжения и передвигаться налегке. Утром 7 января выпало много снега и температура резко понизилась. Вожди решили разбиться на меньшие группы, чтобы избежать преследования. Оглала должны были отправиться на восток, а северные шайенны продолжить движение на юго-запад. Как раз тогда, когда основные группы уже были готовы разделиться и пойти каждая своим путём, прибыли индейские разведчики с известиями о приближающемся войске Майлза. Женщины, дети и старики перенесли лагерь дальше вверх по реке Тонг, в то время как воины приготовились сдерживать солдат.

## Сражение
Двигавшиеся впереди армейские скауты заметили небольшую группу индейцев. Они открыли огонь и атаковали их. Лишь одному воину удалось прорваться, остальные были взяты в плен. Ими оказались четверо женщин, две девочки и юноша, все они были северными шайеннами. Скауты доставили пленников к Майлзу, а затем повернули обратно с приказом обнаружить местонахождение индейской стоянки. Несколько шайеннов попытались отбить пленников, но солдаты открыли огонь и вынудили их отступить. Скауты погнались за шайеннами, но были отбиты. Солдаты пришли на выручку скаутам и рассеяли индейцев ружейным огнём и выстрелами из пушек.
Узнав, что индейцы находятся недалеко, Нельсон Майлз приказал готовиться к подъёму в 4 часа утра. Ранним утром 8 января войска готовы были двинуться в путь, но тут прибыли армейские разведчики и сообщили, что большое количество индейцев движется по направлению к солдатскому лагерю. Генерал приказал одной из рот перейти по льду на противоположную сторону реки, чтобы избежать окружения. Лакота и шайенны попытались атаковать и овладеть лагерем, но огонь гаубиц с холма не дал им возможности приблизиться. Воины несколько раз перегруппировывались, чтобы снова начать атаку, попытки обойти линию Майлза с фланга также оказались тщетными. Около полудня налетела снежная буря. Солдаты начали наступление и атаковали ряд холмов, занятых индейцами. Лакота и шайенны, исчерпав весь свой боезапас, дрались врукопашную, пользуясь копьями и ружейными прикладами вместо дубинок, в то время как к лагерю спешили гонцы, чтобы поторопить женщин и детей сворачивать лагерь и отходить. После того как солдаты захватили семь холмов, индейцы отступили, поскольку погодные условия резко ухудшились.

## Итоги
Несмотря на то, что в битве не было победителя, в действительности, сражение было стратегической победой для армии США, поскольку она продемонстрировала, что враждебные индейцы не были в безопасности от армии даже зимой в суровых условиях. Нельсон Майлз удостоился похвальбы со стороны генерала армии США Уильяма Текумсе Шермана за действия во время битвы при Вулф-Маунтин.
Весной 1877 года уставшие от бесконечной войны лакота и северные шайенны начали приходить в резервации и сдаваться. 6 мая Неистовый Конь привёл свой уцелевший отряд в форт Робинсон. Вместе с ним капитулировали 889 оглала — 217 человек (мужчины), 672 человека (женщины и дети).